# Horst (geologie)

Diagramă cu horsturi și grabene

În geografia fizică și geologie, un horst este o regiune a scoarței terestre înălțată delimitată de falii. Horsturile se găsesc de obicei împreună cu grabene. În timp ce un horst se înalță sau rămâne staționar, grabenele de pe ambele părți coboară. Acest lucru este adesea cauzat de forțele de extensie care întind scoarța. Horsturile pot prezenta trăsături precum platouri, munți sau creste de fiecare parte a văii. Horsturile pot varia în dimensiune de la regiuni mici până la regiuni mari ale continentului stabil care nu au fost pliate sau deformate de forțele tectonice.
Cuvântul Horst în germană înseamnă „masă” sau „grămadă” și a fost folosit pentru prima dată în sens geologic în 1883 de Eduard Suess în Fața Pământului.